# Erik Allan Magnusson
Erik Allan Magnusson, född 16 juni 1919 i Lund, död 1 juli 2012 i S:t Staffans församling, Skåne län, var en svensk målare och skulptör.
Magnusson studerade för Oscar Anderberg och Jonas Fröding och företog studieresor i Europa. Han målade landskap i olja med välstämd kolorit och gjorde figurer och porträttbyster.